# 西格蒙德·弗洛伊德
西格蒙德·弗洛伊德（德語：Sigmund Freud；1856年5月6日—1939年9月23日），奥地利心理學家、精神分析学創始人、哲學家、性学家，二十世纪最有影響力的思想家之一。精神分析是对源于心理冲突的病理的一种评估和治疗的临床医学方法，通过患者和精神分析师之间的对话来进行，这门学科则包括由此衍生的独特心智理论和人类能动性。
他生於奧地利帝國（今屬捷克）的一個犹太人家庭，1881年，他在維也納大學获得医学博士学位。 1885 年完成特许任教资格后，他被任命为神经病理学講座教授，并于 1902 年成为副教授。也即從畢業後他一直在維也納工作，并于 1886 年在那里开始了他的临床实践。1938年德国吞并奥地利後，因躲避納粹，弗洛伊德遷居英國倫敦。1939年于英国去世。
弗洛伊德创立精神分析学时，发展了“自由联想”等治疗技术，并发现了移情这一概念且确立了其在分析过程中的核心作用。弗洛伊德将性欲的幼稚形式纳入其中，这使他将恋母情结制定为精神分析理论的核心原则。其将梦解释为愿望的满足，这为他提供了对症状形成和压抑（Repression）的潜在机制的临床分析模型。在此基础上，弗洛伊德阐述了他的潜意识理论，并继续发展由本我、自我与超我组成的心理结构模型。弗洛伊德假定存在“欲力”（性冲动），认为性冲动是投入心理过程和结构并产生色情依恋的性能量；同时还有死亡驱力，而它是强迫性重复、仇恨、侵略和神经质内疚的根源。 在后来的作品中，弗洛伊德对宗教和文化进行了广泛的解读和批判。
其著作《夢的解析》《性學三論》《圖騰與禁忌》等，提出了潛意識、本我、自我与超我、恋母情结、性冲动、心理防衛機制等概念，被譽為「精神分析之父」。目前作为一种诊断和临床实践，精神分析在整体上处于衰落状态，但它在心理学、精神病学、心理治疗和整个人文学科中仍然具有影响力。因此，精神分析继续在引发着广泛而激烈的争论，包括它的治疗效果、它的科学地位，以及它是否促进或阻碍了女权主义事业。尽管如此，弗洛伊德的作品已经影响了当代西方思想和流行文化。

## 生平

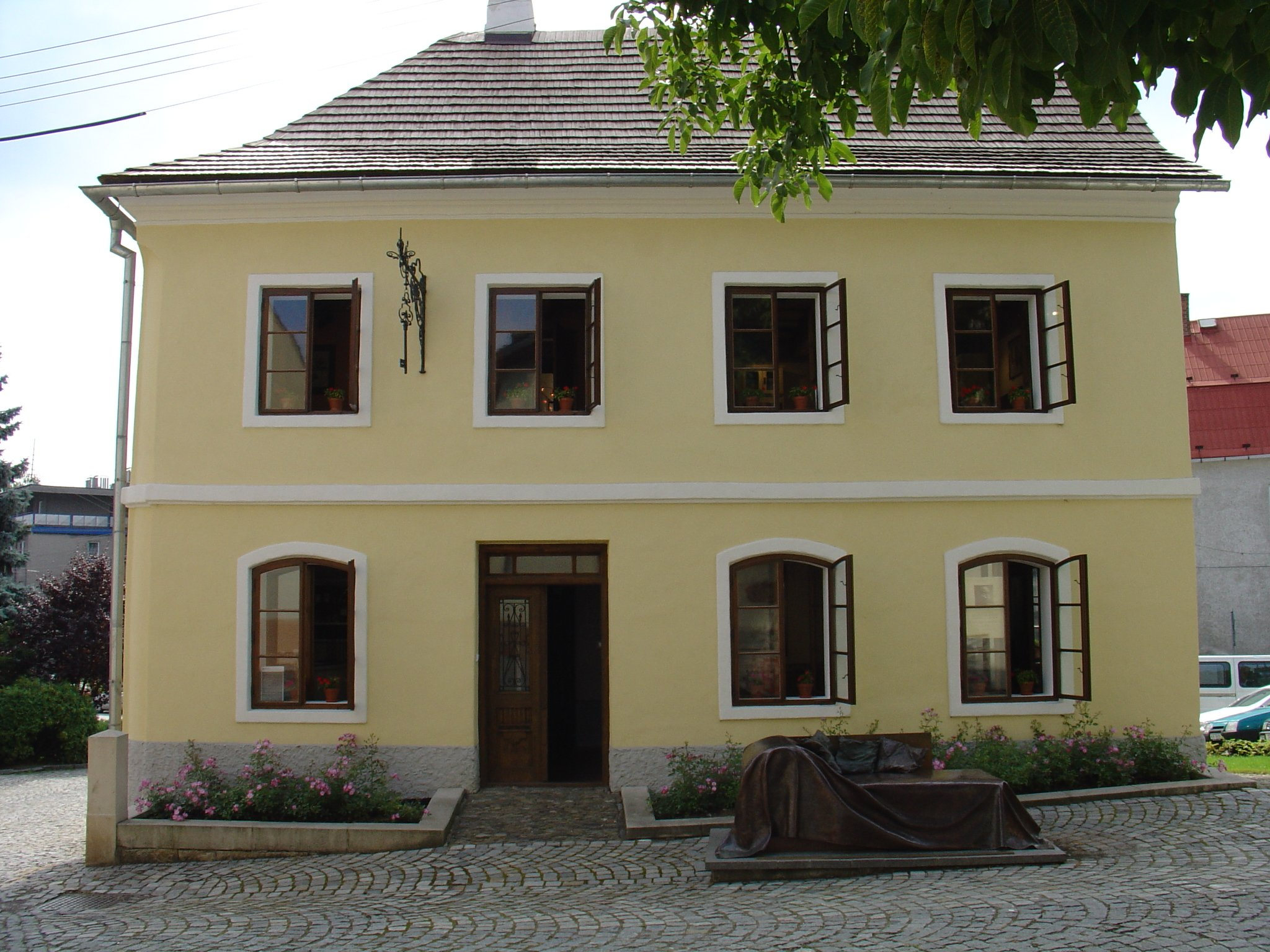
弗洛伊德的出生地

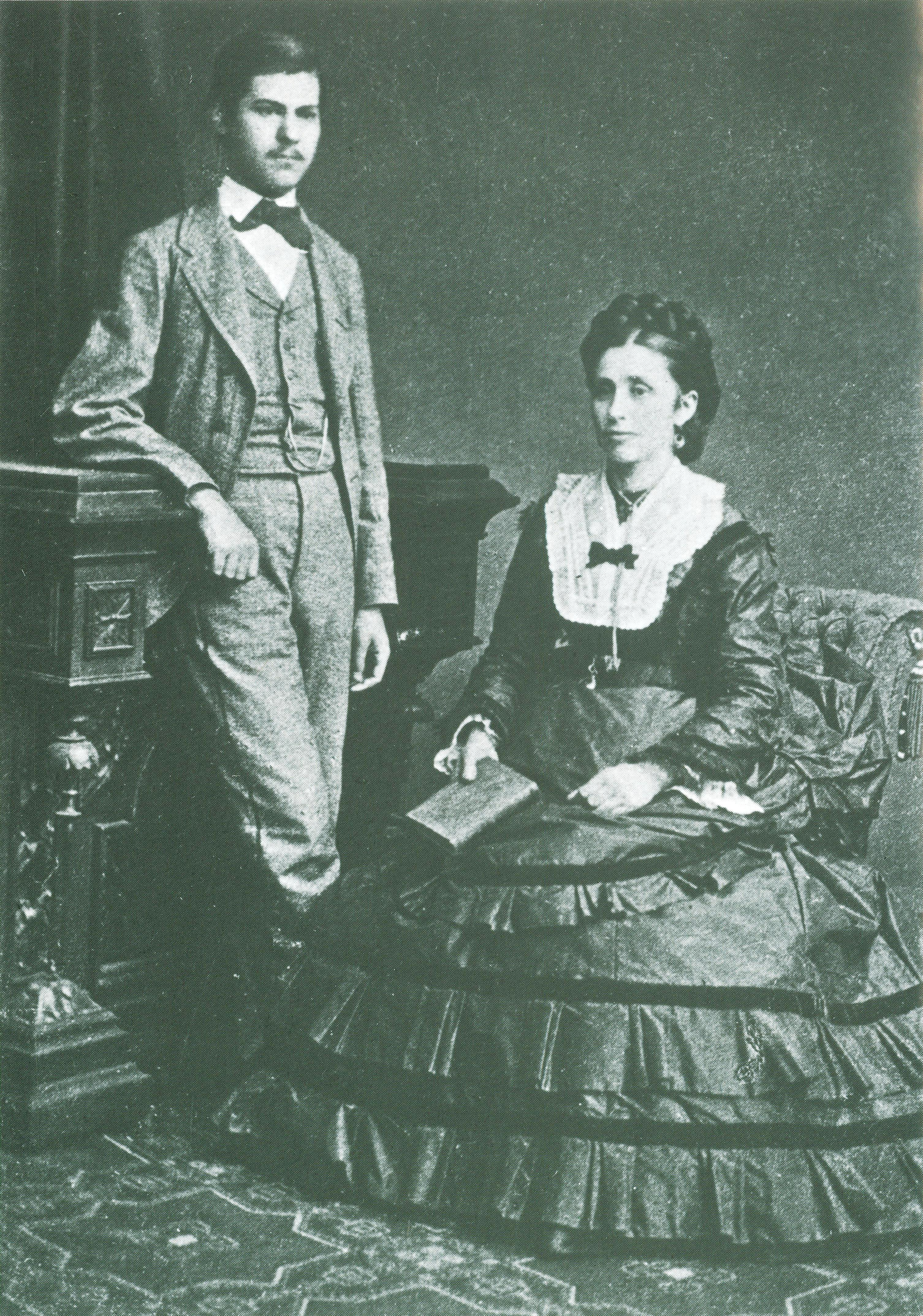
16嵗的弗洛伊德和他的母親阿玛莉亚·弗洛伊德，攝于1872年

### 早年
1856年5月6日，弗洛伊德出生在奥地利帝国摩拉维亚弗萊堡（今捷克共和國普日博尔）的一个犹太人家庭，他的猶太出身對後來其理論的發展起著很大的作用。他母亲共生了三个儿子和五个女儿，他是长子；还有两个同父异母的哥哥 。他的家庭經濟狀況紧迫，住宅拥挤，但他的父母尽力抚养他们，尤其是弗洛伊德。从幼年起，父母就着重培养他的智力，投入的精力往往超过他的兄弟姐妹。
他出生時身上附有胎膜，其母認爲這是一個吉利的徵兆。他在幼年起已经显得才智过人，9岁时便以优异的成绩提前一年升入中学，在八年制的学习过程中连续六年是班级第一名，特别在体育这项科目上面名列前茅有七年已久。虽然当时社会上有反犹的组织，但是他依然于1873年进入维也纳大学学习医学。大学时，弗洛伊德对生物学和生理学表现出极大的兴趣，先后在动物实验室和生理实验室实习，发表了多篇论文。當時他心理學的導師是弗朗兹·布伦塔诺，而他也十分尊敬這位前輩。1881年5月，弗洛伊德通过医学院毕业考试，获得医学博士学位。
毕业后，弗洛伊德继续在恩斯特·布吕克的生理实验室工作。与瑪莎·伯奈斯订婚后，为了增加收入，接受布吕克的建议放弃理论研究，改行做专职医生。1882年7月31日，弗洛伊德开始在维也纳综合医院工作，直到1885年8月底成爲維也納大學的神經病理學講師。
他在24嵗時染上煙癮，並且認爲這種習慣可以幫助他提升工作效率。他的同事威廉·弗利斯曾就此事警告過他，但弗洛伊德依然故我，後來因此罹患口腔癌。按照弗洛伊德1897年和弗利斯所講，煙癮等癮是手淫的代替物。
除去他尊敬的老師弗朗兹·布伦塔诺，他也十分欣賞西奧多·利普斯和尼采的作品。在尼采于1900年去世後，弗洛依德專門去買過尼采的作品合集。但後來又對尼采失去了興趣，開始專攻神經學。此外他還經常閲讀莎士比亞的英文原著，實際上他的很多精神分析原理都可以從莎士比亞的作品裏尋到源頭。

### 成名

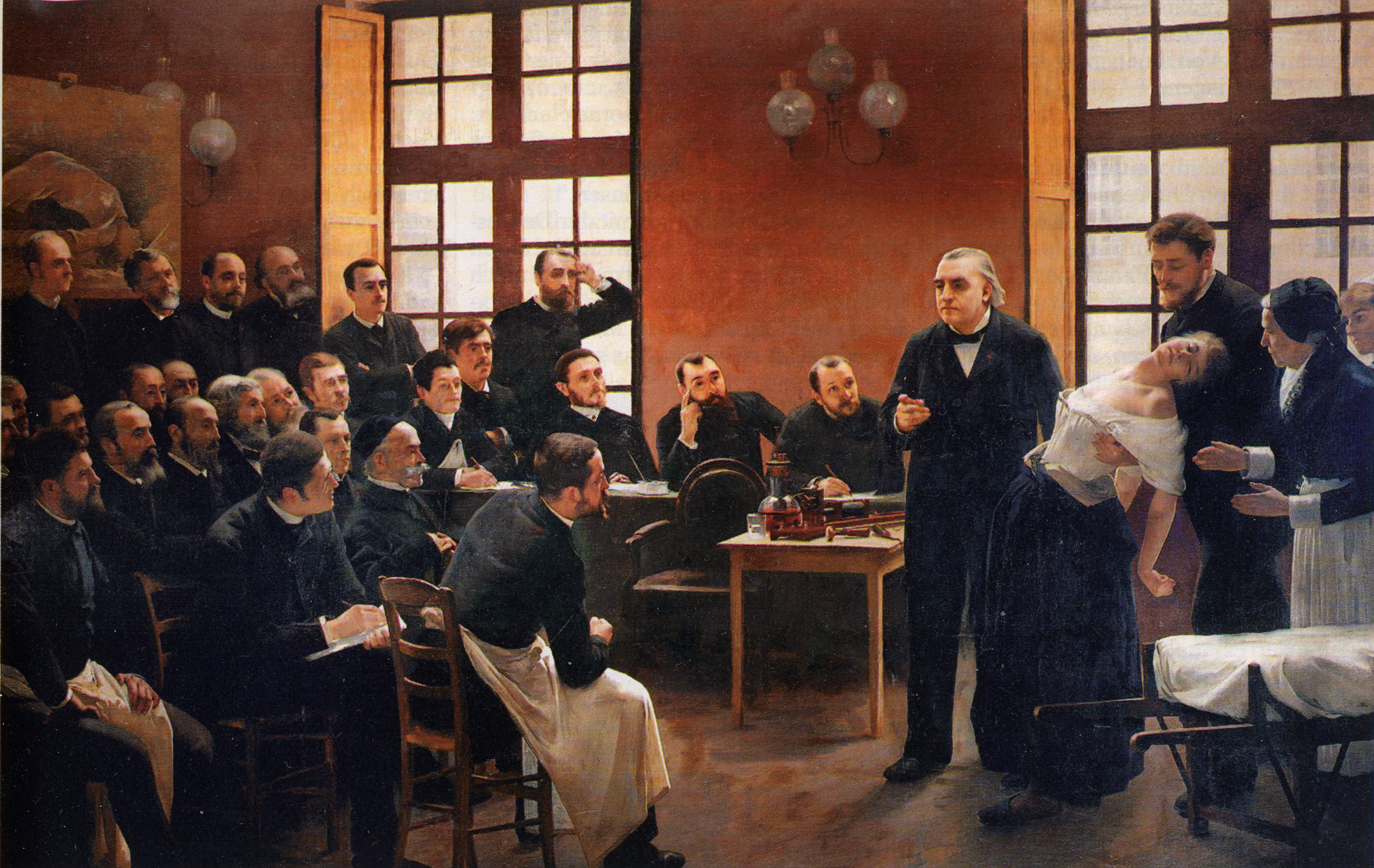
1887年的畫作《薩爾佩特里厄爾的一場臨床課》描繪了让-马丁·沙可講課的場景，弗洛伊德在他的工作室里放有其印刷複製品

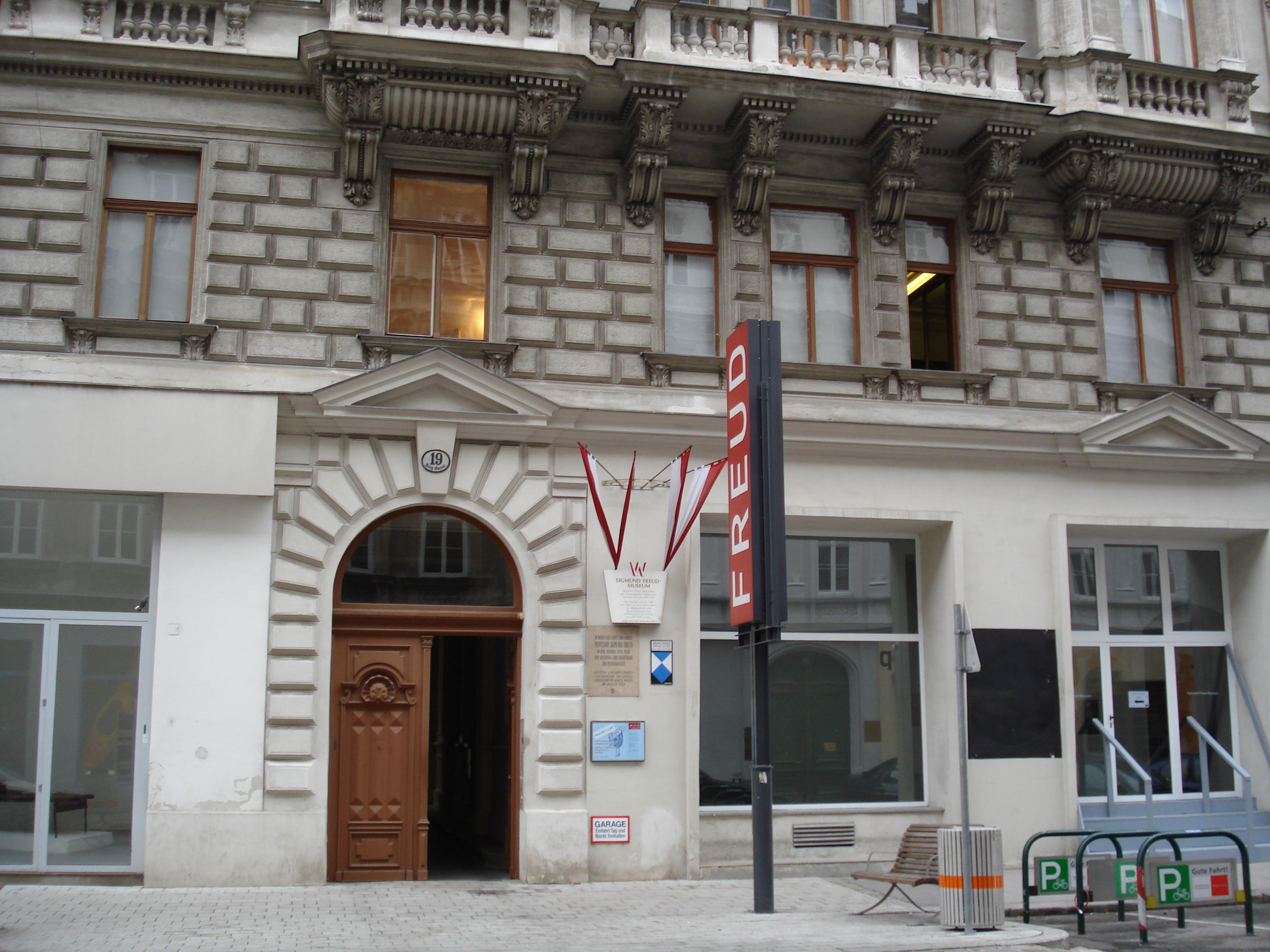
維也納的弗洛伊德故居，今維也納弗洛伊德博物馆

1885年10月，弗洛伊德前往巴黎向让-马丁·沙可求教，後來他回憶到這段經歷時說它對自己從神經學轉向研究神經病理學起到了關鍵的作用。次年他就開始自己獨立進行實驗了，然而這段時期弗洛伊德精神處在比較壓抑的狀態，經常做噩夢，他認爲這是因爲其父1896年去世導致他患上了神經衰弱症。基於自己的早期研究，弗洛伊德推斷出人類幼年遭受過性虐待是後來患上強迫性神經官能症和歇斯底里症的先決條件，即弗洛伊德誘惑論。
1886年，他與瑪莎·伯奈斯結婚，婚後育有六名子女。他也是在這一年從醫院辭職，在維也納開設了私人診所。他自1880年代中期就在維也納大學授課，本來還想升為教授，維也納大學也很支持他，但是1903年當局否決了大學的任命。弗洛伊德的朋友瑪麗·费尔斯特（Marie Ferstel）賄賂了教育局官員一幅名畫，才使得政府改變了主意。
1902年秋開始，維也納大學的很多醫生也開始對弗洛伊德的理論產生興趣，每週三到弗洛伊德家和他探討各種心理和神經學問題，在威廉·斯泰克尔的建議下，“周三心理學會”（Psychologische Mittwochs-Gesellschaft）成立。除去弗洛伊德和斯泰克爾外，成員還有阿爾弗雷德·阿德勒、馬克思·卡安（Max Kahane）和魯道夫·赖特勒（Rudolf Reitler）三人。他們全部是猶太裔。马克斯·格拉夫不久後也加入其中。精神分析學的影響力由此漸漸擴大。
到1906年，周三心理學會已有16名成員，奥托·兰克為學會秘書。同年，弗洛伊德開始和卡爾·榮格通信。1907年3月，榮格和路德維格·賓斯萬格前往維也納拜訪弗洛伊德，參與了學會討論。1908年，周三心理學會正式改名维也纳精神分析学会，弗洛伊德擔任會長。當年8月27日，經過歐內斯特·瓊斯提議，學會在萨尔斯堡的布里斯托酒店舉辦了第一場討論會。
1910年，瑪格麗特·希爾弗丁加入學會，她是學會的第一位女性成員，次年塔蒂阿娜·罗森塔尔和萨宾娜·斯皮勒林入會。
為了推廣弗洛伊德的學說，學會成員們在1909年創辦了《精神分析與精神病理學研究年刊》（Jahrbuch für psychoanalytische und psychopathologische Forschungen，榮格擔任主編），1910年創辦《精神分析中心冊頁》（Zentralblatt für Psychoanalyse，阿德勒和斯特克爾主編），1911年創辦《Imago》（蘭克主編），1913年創辦《国际精神分析杂志》（Internationale Zeitschrift für Psychoanalyse，蘭克主編）。國際精神分析學會也在1910年成立，榮格擔任會長。
為了推進精神分析學在英語世界國家的影響力，弗洛伊德邀請了歐內斯特·瓊斯和亞伯拉罕·布里爾到維也納講學。瓊斯擔任多倫多大學教师後，開始在北美推廣精神分析學。1909年9月，克拉克大學的校長斯坦利·霍爾邀請弗洛伊德和榮格到他的學校講學，在那裡弗洛伊德共做了五次講座。哈佛大學的學者詹姆斯·杰克逊·普特南聽過講座後，也很欣賞弗洛伊德，也開始在美國推廣精神分析學。

### 健康問題
隨後，德國、莫斯科、美國、瑞士、法國、意大利、荷蘭、挪威的精神分析學會也在1910至1930年代間陸續建立。弗洛伊德在1922年在柏林參加了最後一場精神分析學討論會，之後，由於個人健康問題，他主要靠通信和私下見面來和各地的追隨者聯絡。1923年2月，弗洛伊德確診黏膜白斑病，這是他長期抽煙導致的惡果。他一開始秘而不宣，直到4月份才把這個消息告訴歐內斯特·瓊斯。皮膚科醫生瑪克西米利安·斯特納（Maximilian Steiner）告誡他務必要戒煙，但沒有告訴他情況的嚴重性。後來，他又找菲利克斯·多伊奇（Felix Deutsch）看病，多伊奇看出來他口腔裡的斑块已經癌變，但也沒有告訴他，只是告訴他要戒煙。他又去看了一名叫做馬庫斯·哈耶克（Marcus Hajek）的鼻科醫生，做了一場手術，但手術並無成效，弗洛伊德出血嚴重，幾乎喪命。

### 逃離
1930年，弗洛伊德獲得歌德奖。但1933年1月，納粹黨掌權後就在德國將他的書列為禁書、並焚毀。納粹德國佔領奧地利後，他的女兒安娜被蓋世太保逮捕，遭到審問。不過安娜最後還是平安地回到了家中。此事使得弗洛伊德下定決心逃離奧地利。先前已經逃到倫敦的歐內斯特·瓊斯聯繫了英國內政大臣薩繆爾·霍爾，獲得了弗洛伊德的移民許可。此外，皇家學會會長威廉·亨利·布拉格也寫信給英國外交大臣愛德華·伍德向柏林和維也納施壓。曾找弗洛伊德看過病的美國駐法大使小威廉·克里斯蒂安·布利特則寫信給美國總統富蘭克林·D·羅斯福求援，於是美國駐維也納領事約翰·庫珀·威利（John Cooper Wiley）也為弗洛伊德暗中提供了保護。安娜被蓋世太保放回就有他的功勞。
納粹黨派去監視弗洛伊德的納粹黨員安東·索尔瓦德（Anton Sauerwald）是弗洛伊德的校友，約瑟夫·赫齐格（Josef Herzig，弗洛伊德的朋友）的學生，他很同情弗洛伊德，因此沒有按上級的指示調查弗洛伊德的銀行賬戶並燒毀國際精神分析學會的藏書，而是將它們暗中藏了起來，一直保存到了戰後。1939年，索尔瓦德也逃到了倫敦，戰後被審判時，安娜為他作了辯護，使得他最終在1947年获释。
弗洛伊德一家在1938年4月和5月開始逐個離開維也納。弗洛伊德和妻子及女兒安娜則在6月4日乘坐東方快車離開維也納，6日抵達倫敦維多利亞車站。玛丽·波拿巴曾試圖幫弗洛伊德的四個姐姐離開維也納，但並沒有成功，結果四人最後都死在了納粹的集中營里。

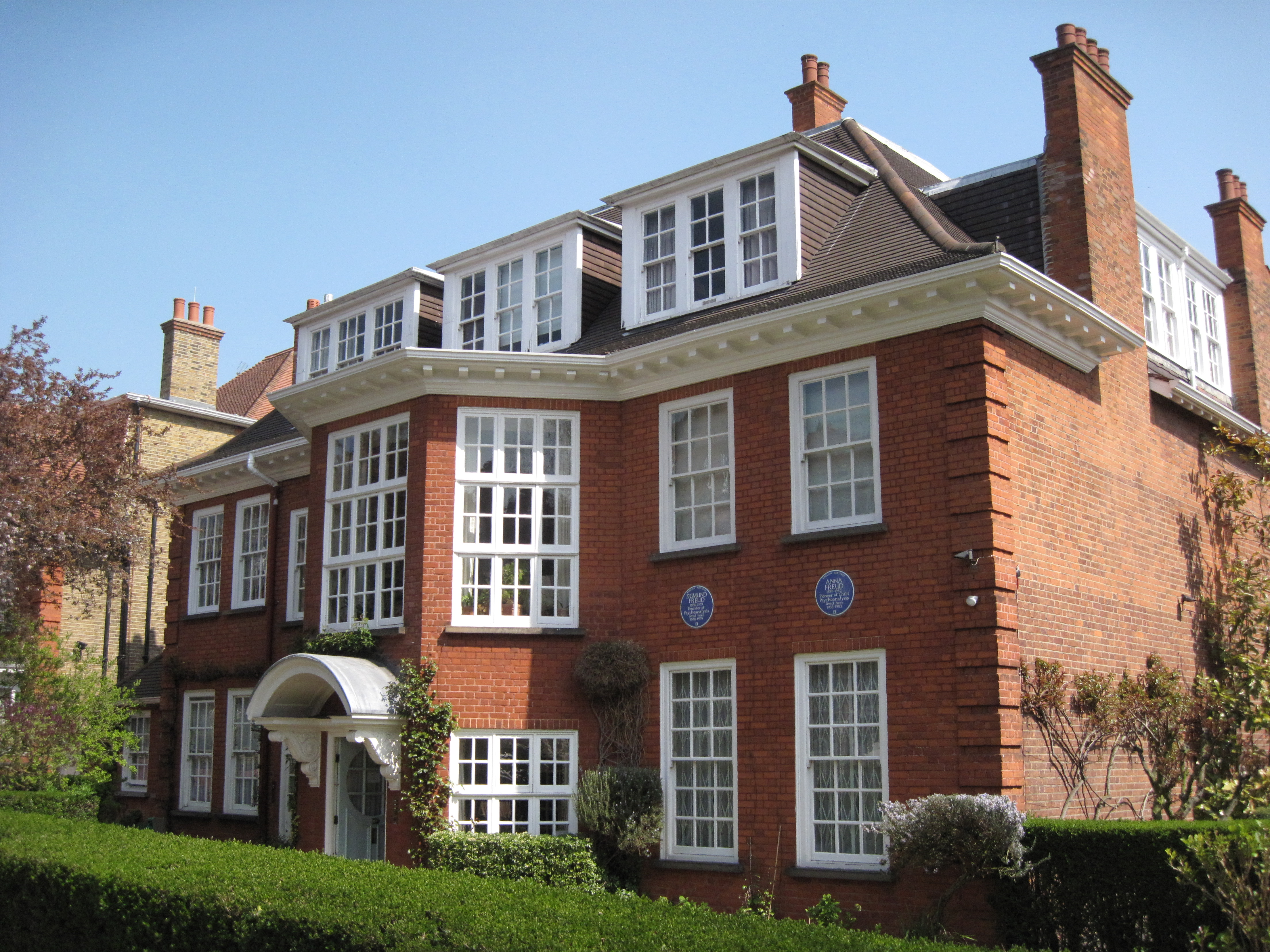
弗洛伊德在漢普斯特德的家

弗洛伊德在1936年被皇家學會封為外籍院士。在倫敦，他住在汉普斯特德瑪瑞斯菲爾德花園（Maresfield Gardens，今弗洛伊德博物馆）20號，並繼續接診。他的最後一部作品《摩西与一神教》德文版在1936年出版，次年出版英文版。

### 去世

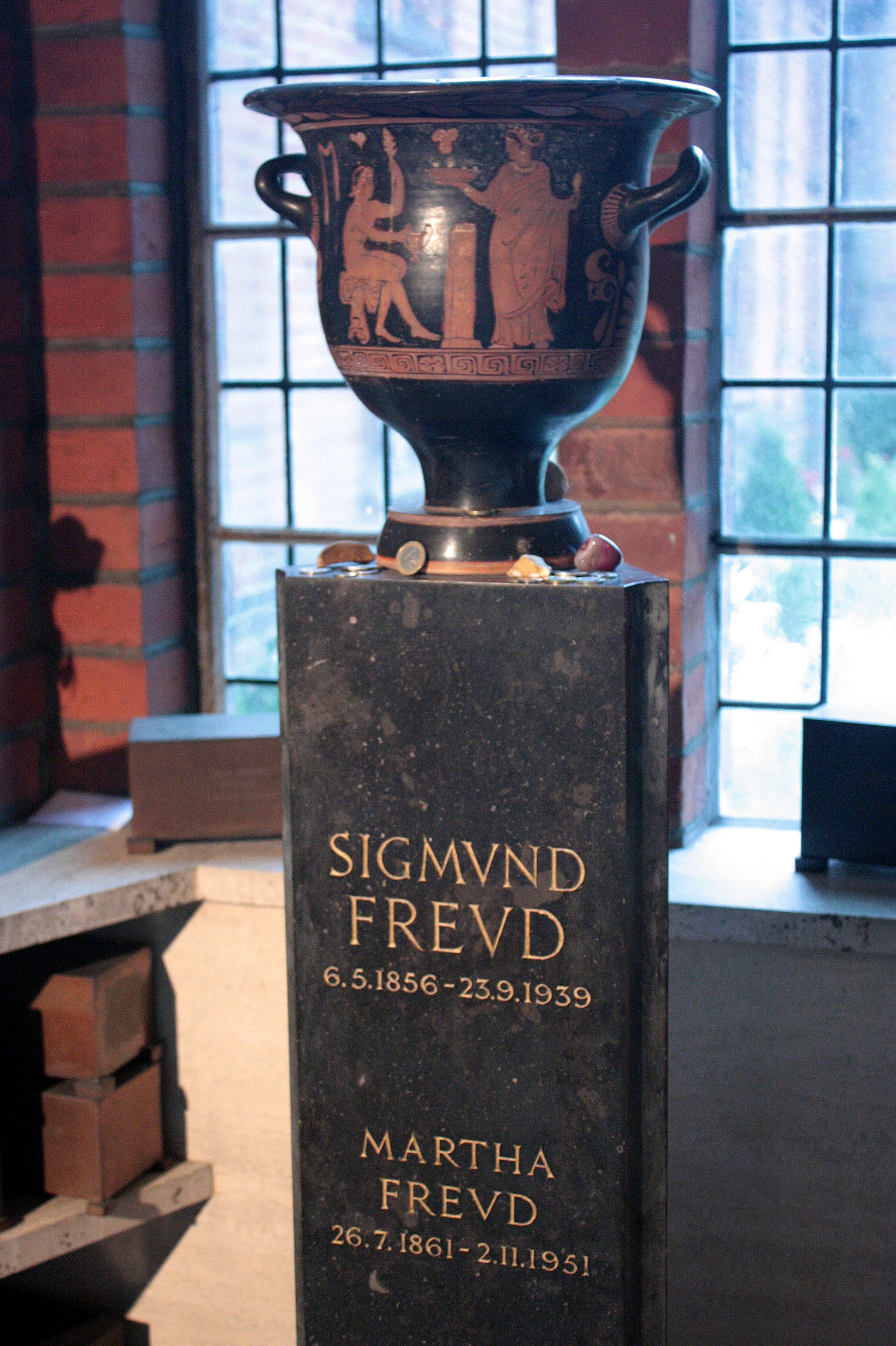
弗洛伊德的骨灰

1939年9月中，弗洛伊德的下颚癌病情惡化，他忍受不了病痛的折磨，要求马克斯·舒尔按之前約定的一樣幫他實施安樂死。他的女兒安娜向馬克請求寬限幾天，但馬克斯·舒爾告訴她弗洛伊德已是病入膏肓，活著只是徒增痛苦。舒爾在9月21和22日給弗洛伊德打了好幾劑嗎啡，最終弗洛伊德在23日去世。但是，舒尔可能並不是給弗洛伊德打下最後一針嗎啡的人。最後執行者可能是安娜的同事約瑟芬·斯特羅斯（Josephine Stross）。
弗洛伊德去世後三天，他的遺體在倫敦北部的格德斯格林火葬场（Golders Green Crematorium）火化。葬禮上致悼詞的是歐內斯特·瓊斯和斯蒂芬·茨威格。弗洛伊德的骨灰現在仍放置在火葬場的弗洛伊德角（Freud Corner），骨灰盒的基座是他的兒子恩斯特設計的。骨灰盒本身則是一個古希臘的双耳喷口杯，上面繪有狄俄倪索斯的故事。這個陶壺是瑪麗·波拿巴送給弗洛伊德的禮物。弗洛伊德的妻子瑪莎去世後，骨灰也安置於此處。

## 家族
弗洛伊德的女儿安娜·弗洛伊德也是一位著名的心理学家，特别擅長在儿童心理学和发展心理学领域。
弗洛伊德的孫子，包括画家卢西安·弗洛伊德和喜剧演员、政治家、作家克莱门特·弗洛伊德。
弗洛伊德的曾孫，包括旅行家艾玛·弗洛伊德和时装设计师贝拉·弗洛伊德與传媒巨头马修·弗洛伊德。
弗洛伊德是公共关系与宣传学的先驱者爱德华·伯尼斯的亲舅舅。爱德华的母亲，安娜是弗洛伊德的妹妹。他們兩家聯姻，爱德华的父亲，伊里·伯尼斯的妹妹玛莎·伯尼斯，是弗洛伊德之妻。

## 理論

### 人格

弗洛伊德冰山理论图解

弗洛伊德認為人格或人的精神主要分成三個部分，即本我、自我与超我。「本我」（完全潛意識，不受主观意识的控制）代表慾望，受意識遏抑。「自我」（大部分有意識）負責處理現實世界的事情。「超我」（部分有意識）是良知或內在的道德判斷。他的這一理論也叫做“冰山理論”。

### 夢
弗洛伊德認為「夢是一種在現實中實現不了和受壓抑的願望的滿足」。夢是一種潛意識的活動，由於人的心理防卫机制壓抑人的本我願望，被壓抑的願望在潛意識的活動中並不會直接表達於夢中，而是通過扭曲變作為象徵的形式出現，故夢都是象徵的。弗洛伊德認為夢是由「顯夢」（manifest dream-content）及「隱夢」（latent dream-thought）所組成的。前者乃夢的表面形式，像經過扭曲與偽裝的「密碼」，以表現隱夢。

### 潛意識
弗洛伊德的理論核心之一為潛意識。19世紀西方主流思潮為實證論，相信人可取得關於自身及其所處環境之真實認知，並以明智判斷予以掌握。弗洛伊德則認為自由意志本為幻念，人無法全然意識到自我。弗洛伊德提出了意識的層次之說，「在表層之下」另有思緒運作。弗洛伊德稱夢為「通往潛意識之王道」，提供參與潛意識生活的最佳入徑。弗洛伊德《夢的解析》中論證潛意識的存在。

### 性心理發展
弗洛伊德相信個體原慾的發展，如昇華概念所示，為不斷轉換客體。人生來即屬「多相變態」（polymorphously perverse），任何客體都可能成為快感之源。隨不同發展階段，人會固著於特定慾望客體——初為口慾期（如嬰兒因哺乳產生的快感），繼之以肛慾期（如小兒控制腸道產生之快感），隨之為性器期（phallic stage），隨後是潜伏期（latency stage），而最後性器官成熟后就會達到生殖期（genital stage）。孩童接著經歷固著性慾於母親之時期，即所謂戀母情結，但因此慾望有著禁忌的本質，必須予以壓抑。

### 女性心理
弗洛伊德認為排除童年的男性特质是女性獲得自己身份認同的關鍵，比如阴蒂高潮是男性特质，少女會有陰莖羨妒情結，而阴道高潮才是成熟女性的标志。但他的這些說法因為缺乏切實的證據而飽受批評。

### 生死驅力
弗洛伊德相信人类由互相衝突的兩種慾望所驅動：愛慾（生存本能）與死慾（死亡本能）。弗洛伊德所說的愛慾，包含所有創造性、及產生生命的驅力。死慾代表一切有生之物內在的衝動，欲回歸至平靜狀態，甚至最終回到不再存在。弗洛伊德提出死慾的時間要比愛慾晚，他在1920年的《超越快樂原則》中首次提出死慾。

### 宗教
弗洛伊德認為雖然宗教在歷史上發揮過作用，但在現代社會已經可以被科學取代，而神不過是一種幻覺。這在他的《幻象之未來》和中有詳細解釋。
他在《圖騰與禁忌》一書中提出男孩生命早期對母親抱有性慾，此戀母情結為普遍存在的現象。父親有保護部落的能力，因此男性愛慕他，但也同時因父親與眾母親的關係而嫉妒他。兒子們瞭解獨力無法擊敗領導者父親，故合力予以殺害，之後以祭儀宴饗形式啖之，藉此將父親的力量納入己身。然而眾子之後背負的罪惡感，也使其強化對父親的回憶，並予以祭拜。部落內也由此產生亂倫與婚姻的禁忌，並以象徵性的動物犧牲取代人祭。
《摩西與一神教》一書，則根據弗洛伊德理论重建猶太教歷史，認為摩西是埃及人，為阿肯那頓一神教的信徒，阿肯那頓一神教失敗後，摩西率領埃及邊境地區的少數族群猶太人出走埃及，前往迦南之地，維持一神教的信仰，沿途並與夸底斯部落結合。但摩西嚴格的一神教信仰使百姓們無法忍受，因此殺死摩西。此後，摩西的追隨者（利未人）一方面堅持一神教的傳統與埃及習俗（如割禮），一方面與夸底斯部族妥協，使夸底斯人崇拜的火山神耶和華成為新一神教的神祇。但書中很多說法實際上是弗洛伊德的個人猜想，並沒有歷史依據。

## 遗产

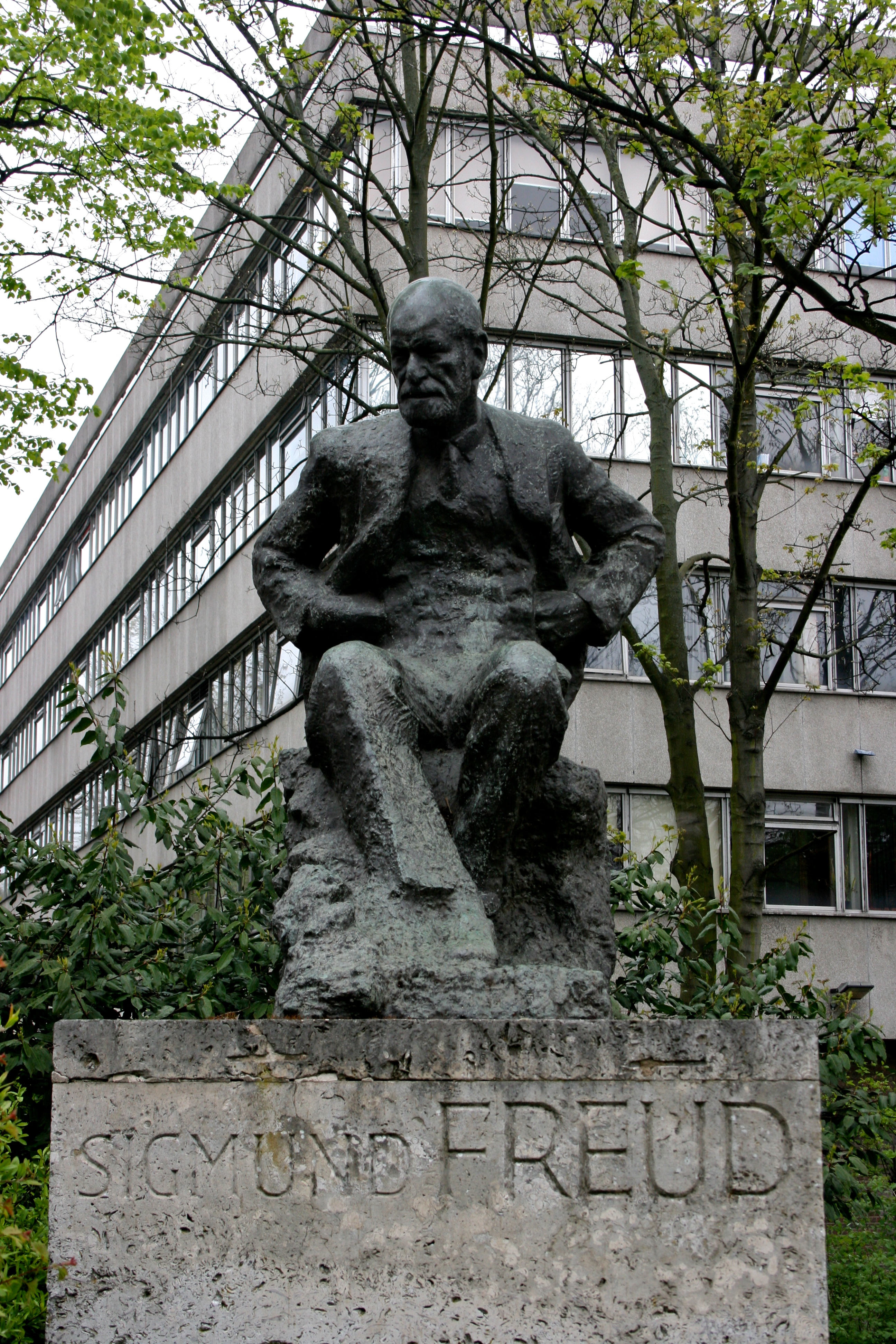
1971 年，奧斯卡·尼蒙(Oscar Nemon) 在倫敦北部漢普斯特德建造了西格蒙德·弗洛伊德紀念碑，靠近西格蒙德和安娜·弗洛伊德居住的地方，即現在的弗洛伊德博物馆。 雕像後面的建築是塔維斯托克診所，這是一個主要的心理保健機構。

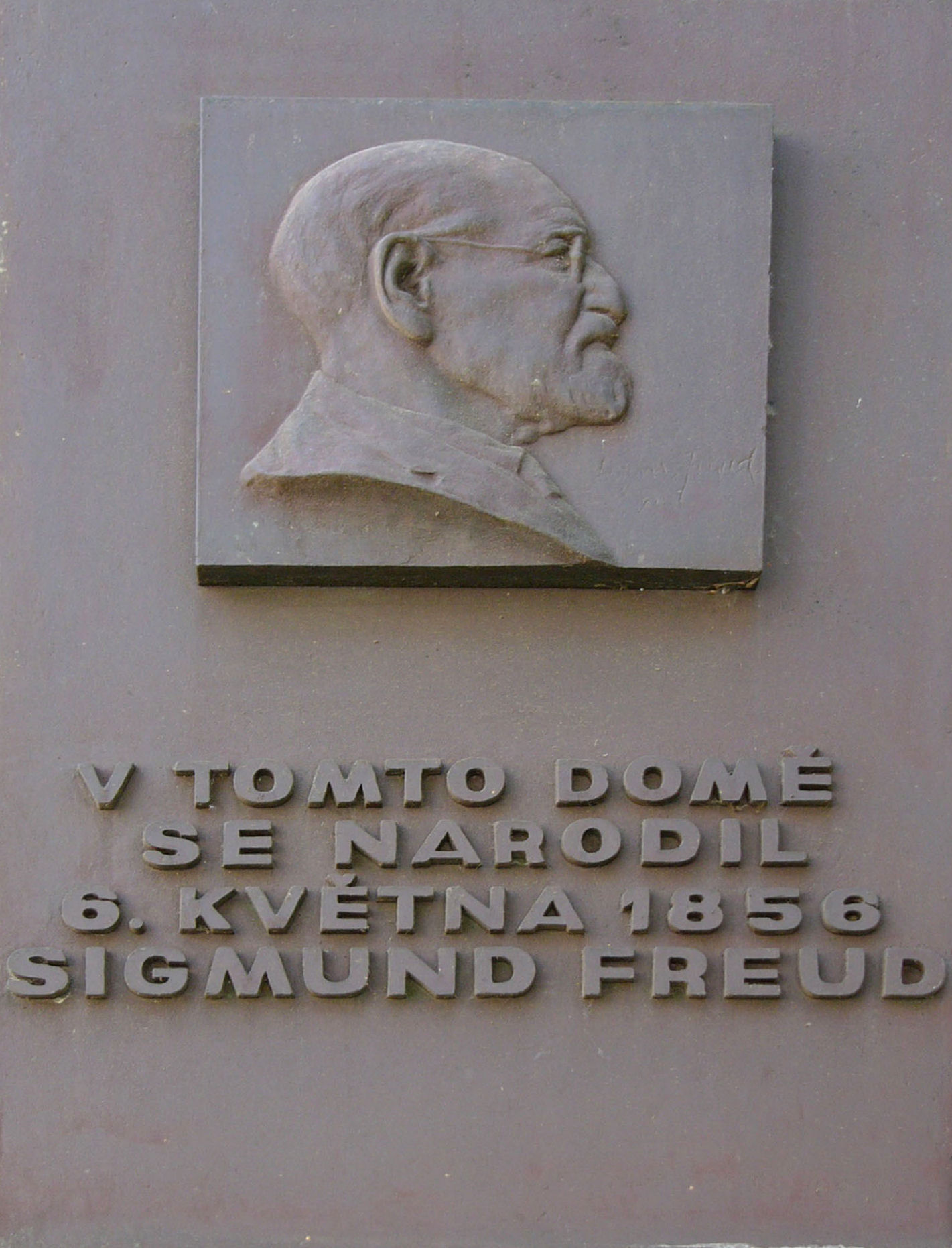
位於弗洛伊德出生地捷克弗萊堡的紀念碑

弗洛伊德的理論是頗具爭議的，但其影響力毋庸置疑。史蒂芬·费罗施（Stephen Frosh）說：“（弗洛伊德的學說是）對20世紀最有影響力的思想之一，影響力僅次於達爾文主義和馬克思主義”。人類文化的各個領域都有其痕跡。
弗洛伊德的心理理論爭議一直很大。新弗洛伊德學派的成員，如阿爾弗雷德·阿德勒、奧托·蘭克等，認為弗洛伊德的一些學說（如本能性驱力）是有問題的。但很多學派仍然沿用他的學說，其效用也得到了證實。

### 科學
科學家做過很多測試弗洛伊德學說的實驗。1934年，弗洛伊德在給心理學家索爾·羅森茨威格的一封信中說他的理論“與实验验证不相干”。但西摩·費雪（Seymour Fisher）和羅傑·格林堡（Roger P. Greenberg）在1996年表示弗洛伊德的很多主觀點都是有證據的。
汉斯·艾森克在《弗洛伊德帝國的衰退》（Decline and Fall of the Freudian Empire，1985）一書中批評弗洛伊德，說他的理論使得心理學和精神病學的研究倒退了至少五十年，馬爾科姆·馬克西米連（Malcolm Macmillan）在《弗洛伊德评估》（Freud Evaluated，1991）中說“弗洛伊德的方法是無法用與心理過程有關的客觀數據來證實的”。理查德·韋伯斯特（Richard Webster）在《為什麼弗洛伊德是錯的》（Why Freud Was Wrong，1995）中說精神分析學可能是有史以來最成功、最複雜的偽科學。
科學哲學家卡爾·波普認為一切合理的科學理論，均具備證偽的可能，但弗洛伊德的心理學理論難以被證偽，因此不具備科學性。阿道夫·格伦鲍姆在《精神分析學基礎》（The Foundations of Psychoanalysis，1984）中說波普的說法並不對，因為很多弗洛伊德的理論是可以從經驗上證明的。罗杰·史克鲁顿在《性慾》（Sexual Desire，1986）一書中說弗洛伊德的抑制理論等確實是可以被證實的。但他仍然認為精神分析學太過於依賴隱喻，並非真正的科學。
20世紀中期以後，至少在美國精神病學家們開始逐漸減弱對心理分析學的關注。它在人文領域仍然是非常常見的理論，但在精神病學研究領域有被邊緣化的趨勢。不過，根據2002年的《普通心理學評論》，弗洛伊德仍是20世紀被引用次數第三高的心理學家。

### 哲学
不論精神分析作為哲學的形式其價值為何，弗洛伊德引介下列三個概念，與西方以前的哲學產生斷裂。
- 他創建心理程序的模型，破除了笛卡兒的我思。對弗洛伊德而言，思緒產生的程序，非主體直接反思所能探知。自歷史角度觀之，馬克思意識型態的分析早於弗洛伊德，但後者更將主體性之不明視為根本。二者之後，人實踐的目標，及用來合理化其目標的想法，其構成核心不外乎弗洛伊德的性心理史，和馬克思的社會階級角色。
- 在夢、口誤、神經病徵、和精神病患的文字構建等，這些看起來全然難解、無理、和無意義的素材中，弗洛伊德檢視了其中找到的「合理性」。相對言之，在工作活動、政治哲學、制式社會行為這些清楚明白具「合理性」的素材中，他發現了其中的「不合理性」（如純然專斷和怪異的元素）。
- 弗洛伊德從言談治療引進創新的言說技術，藉此讓人透過間接洩漏潛意識內容的方式以消減沮喪。精神分析療程的逆向程序，顯示了個人如何依據符號壓縮與情緒轉嫁的邏輯，以潛意識的方式形成所遭遇的諸種問題。

## 重要著作

### 書籍
- 《癔症研究》，與約瑟夫·布羅伊爾（Josef Breuer）合著。（Studies on Hysteria / Studien über Hysterie，1895）
- 《夢的解析》（The Interpretation of Dreams / Die Traumdeutung，1899）
- 《日常生活的心理病理学》（The Psychopathology of Everyday Life / Zur Psychopathologie des Alltagslebens，1901）
- 《性欲三论》（Three Essays on the Theory of Sexuality / Drei Abhandlungen zur Sexualtheorie，1905）
- 《诙谐及其与无意识的关系》（Jokes and Their Relation to the Unconscious，1905）
- 《圖騰與禁忌》（Totem and Taboo / Totem und Tabu，1913）
- 《論自戀》（On Narcissism / Zur Einführung der Narzißmus，1914）
- 《超越快樂原則》（Beyond the Pleasure Principle / Jenseits des Lustprinzips，1920）
- 《我与它》（The Ego and the Id / Das Ich und das Es，1923）
- 《一个幻觉的未来》（The Future of an Illusion / Die Zukunft einer Illusion，1927）
- 《文明中的不适》（Civilization and Its Discontents / Das Unbehagen in der Kultur，1929）
- 《摩西與一神教》（Moses and Monotheism / Der Mann Moses und die Monotheistische Religion，1939）
- 《精神分析引論》（An Outline of Psycho-Analysis / Abriß der Psychoanalyse，1940）

### 病例分析
- 《朵拉：歇斯底里案例分析的片斷 》（Fragment of an Analysis of a Case of Hysteria，1905）
- 《論女性：女同性戀案例的心理成因及其他》（Psychogenesis of a Case of Homosexuality in a Woman and Other Works，1902）
- 《史瑞伯：妄想症案例的精神分析》（Psycho-Analytic Notes upon an Autobiographical Account of a Case of Paranoia，1911）
- 《鼠人：強迫官能症案例之摘錄》（Notes upon a Case of Obsessional Neurosis，1909）
- 《狼人：孩童期精神官能症案例的病史》（From the History of an Infantile Neurosis，1918）
- 《小漢斯：畏懼症案例的分析》（Analysis of a Phobia in a Five-Year-Old Boy，1909）

### 其它
- 弗洛伊德《梦的解析》全文在线阅读 (简繁体中文白话翻译) （页面存档备份，存于）
- 解梦的科学方法
- Scientist or storyteller?
- 弗洛伊德 Chronologie (dt.) at www.lichtensteiger.de （页面存档备份，存于）
- 弗洛伊德百年
- 弗洛伊德传记与 Quotations （页面存档备份，存于）
- 弗洛伊德的精神分析文章from 1926 (Thirteenth) edition of the Encyclopædia Britannica
- 弗洛伊德心理学与犹太教 （页面存档备份，存于）
- 弗洛伊德重出江湖